# Livron (Pyrénées-Atlantiques)
Pour les articles homonymes, voir Livron.
Livron (en béarnais Liuron ou Liuroû) est une commune française située dans le département des Pyrénées-Atlantiques, en région Nouvelle-Aquitaine.

## Géographie

### Localisation
La commune de Livron se trouve dans le département des Pyrénées-Atlantiques, en région Nouvelle-Aquitaine.
Elle se situe à 22 km par la route de Pau, préfecture du département, et à 5,2 km de Pontacq, bureau centralisateur du canton des Vallées de l'Ousse et du Lagoin dont dépend la commune depuis 2015 pour les élections départementales. 
La commune fait en outre partie du bassin de vie de Pontacq.
Les communes les plus proches sont : 
Barzun (1,7 km), Hours (2,3 km), Espoey (2,7 km), Lucgarier (4,3 km), Luquet (4,5 km), Gomer (4,8 km), Labatmale (5,0 km), Pontacq (5,0 km).
Sur le plan historique et culturel, Livron fait partie de la province du Béarn, qui fut également un État et qui présente une unité historique et culturelle à laquelle s’oppose une diversité frappante de paysages au relief tourmenté.

### Communes limitrophes
Les communes limitrophes sont  Barzun, Espoey, Hours, Luquet et Pontacq.
| Espoey | Luquet (Hautes-Pyrénées) |         |
| Hours  | Livron                   | Pontacq |
|        | Barzun                   |         |

### Hydrographie

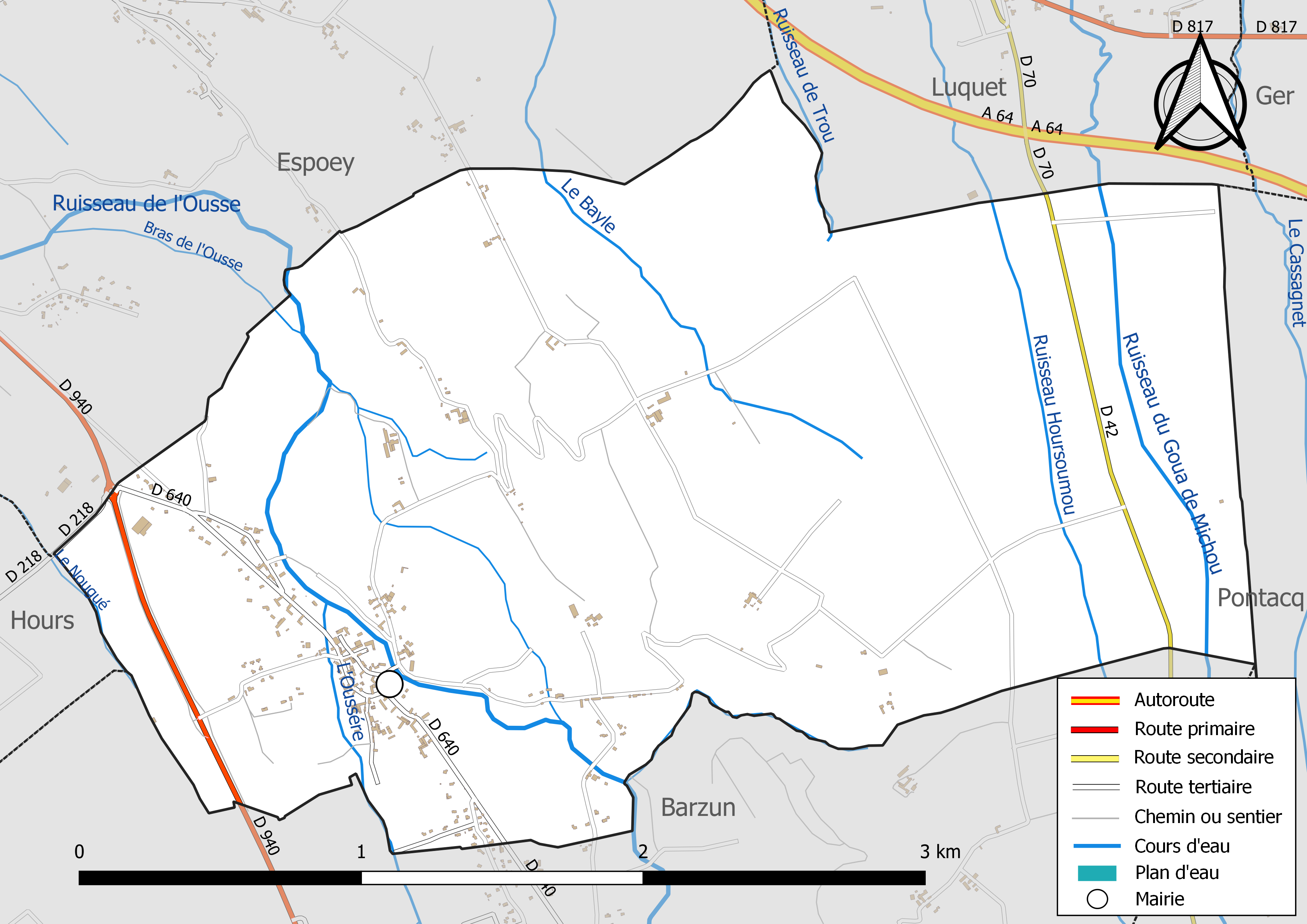
Réseaux hydrographique et routier de Livron.

La commune est drainée par l’Ousse, le Goua de Michou, le Bayle, L'Oussére, le ruisseau de Trou, le ruisseau Hoursoumou, un bras de l'Ousse, le Nougué, et par divers petits cours d'eau, constituant un réseau hydrographique de 12 km de longueur totale,.
L’Ousse, d'une longueur totale de 42,4 km, prend sa source dans la commune de Bartrès et s'écoule du sud-est vers le nord-ouest. Il traverse la commune et se jette dans le gave de Pau à Gelos, après avoir traversé 19 communes.
Le Goua de Michou, d'une longueur totale de 11,4 km, prend sa source dans la commune de Pontacq et s'écoule du sud vers le nord. Il traverse la commune et se jette dans le Gabas à Luquet, après avoir traversé 4 communes.

### Climat
Pour des articles plus généraux, voir Climat de la Nouvelle-Aquitaine et Climat des Pyrénées-Atlantiques.
Historiquement, la commune est exposée à un climat de montagne.  
En 2020, Météo-France publie une typologie des climats de la France métropolitaine dans laquelle la commune est toujours exposée à un climat de montagne et est dans la région climatique Pyrénées atlantiques, caractérisée par une pluviométrie élevée (>1 200 mm/an) en toutes saisons, des hivers très doux (7,5 °C en plaine) et des vents faibles.
Pour la période 1971-2000, la température annuelle moyenne est de 12,3 °C, avec une amplitude thermique annuelle de 13,8 °C. Le cumul annuel moyen de précipitations est de 1 194 mm, avec 11,2 jours de précipitations en janvier et 8 jours en juillet. Pour la période 1991-2020, la température moyenne annuelle observée sur la station météorologique la plus proche, située sur la commune de Bénéjacq à 7 km à vol d'oiseau, est de 13,4 °C et le cumul annuel moyen de précipitations est de 1 244,1 mm,. Pour l'avenir, les paramètres climatiques de la commune estimés pour 2050 selon différents scénarios d’émission de gaz à effet de serre sont consultables sur un site dédié publié par Météo-France en novembre 2022.

### Milieux naturels et biodiversité
Aucun espace naturel présentant un intérêt patrimonial n'est recensé sur la commune dans l'inventaire national du patrimoine naturel,,.

## Urbanisme

### Typologie
Au 1er janvier 2024, Livron est catégorisée commune rurale à habitat dispersé, selon la nouvelle grille communale de densité à sept niveaux définie par l'Insee en 2022.
Elle appartient à l'unité urbaine de Pontacq, une agglomération inter-régionale regroupant cinq  communes, dont elle est une commune de la banlieue,,. Par ailleurs la commune fait partie de l'aire d'attraction de Pau, dont elle est une commune de la couronne,. Cette aire, qui regroupe 227 communes, est catégorisée dans les aires de 200 000 à moins de 700 000 habitants,.

### Occupation des sols

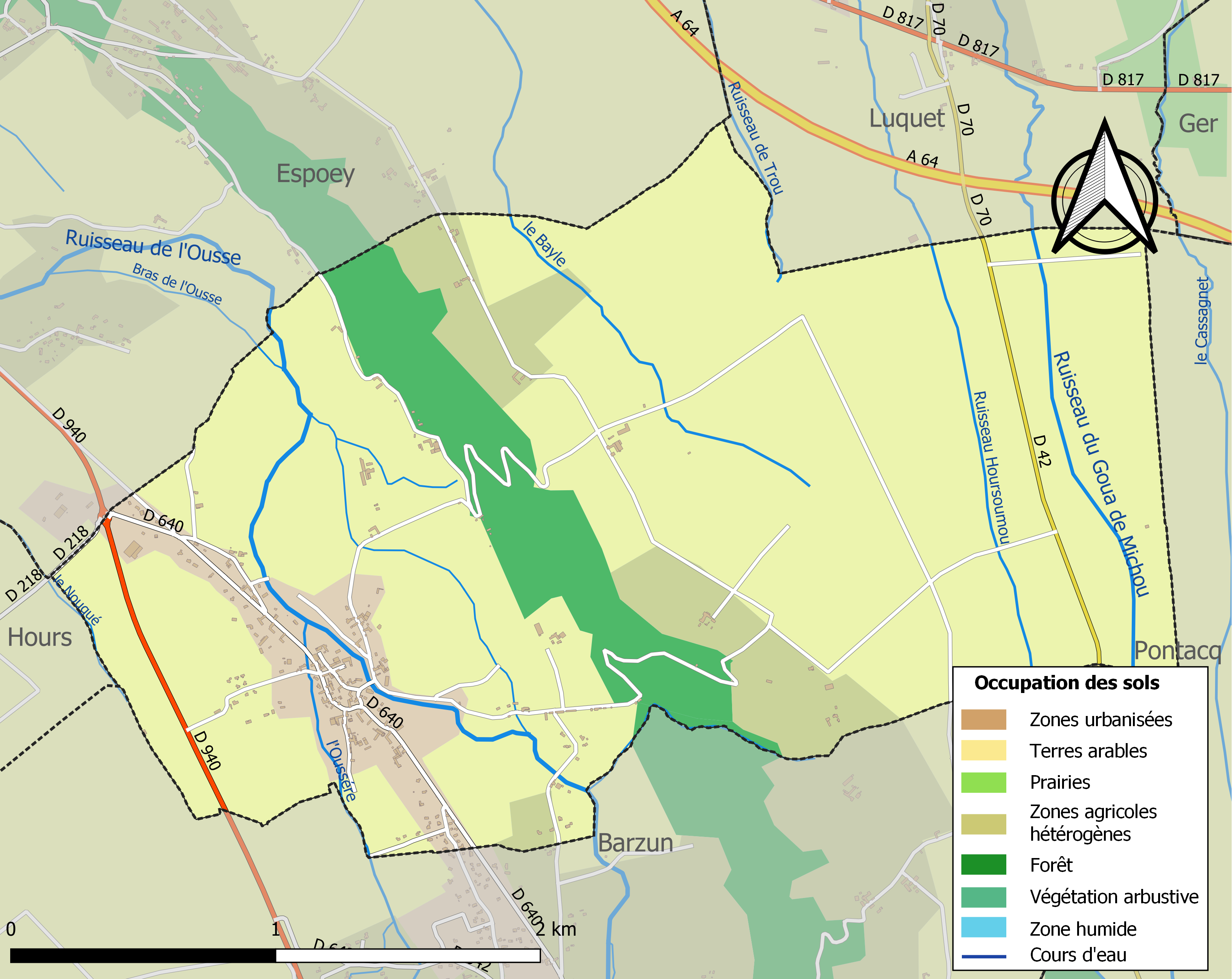
Carte des infrastructures et de l'occupation des sols de la commune en 2018 (CLC).

L'occupation des sols de la commune, telle qu'elle ressort de la base de données européenne d’occupation biophysique des sols Corine Land Cover (CLC), est marquée par l'importance des territoires agricoles (84,4 % en 2018), en diminution par rapport à 1990 (85,7 %). La répartition détaillée en 2018 est la suivante : 
terres arables (76,8 %), forêts (8,8 %), zones agricoles hétérogènes (7,6 %), zones urbanisées (6,8 %). L'évolution de l’occupation des sols de la commune et de ses infrastructures peut être observée sur les différentes représentations cartographiques du territoire : la carte de Cassini (XVIIIe siècle), la carte d'état-major (1820-1866) et les cartes ou photos aériennes de l'IGN pour la période actuelle (1950 à aujourd'hui).

### Lieux-dits et hameaux
- l'Église ;
- Lacoste ;
- la Lanne ;
- le Village.

### Voies de communication et transports
La commune est desservie par les routes départementales D 42 et D 940.

### Risques majeurs
Le territoire de la commune de Livron est vulnérable à différents aléas naturels : météorologiques (tempête, orage, neige, grand froid, canicule ou sécheresse), inondations et séisme (sismicité moyenne). Un site publié par le BRGM permet d'évaluer simplement et rapidement les risques d'un bien localisé soit par son adresse soit par le numéro de sa parcelle.
Certaines parties du territoire communal sont susceptibles d’être affectées par le risque d’inondation par une crue torrentielle ou à montée rapide de cours d'eau, notamment le ruisseau du Goua de Michou et le ruisseau de l'Ousse. La commune a été reconnue en état de catastrophe naturelle au titre des dommages causés par les inondations et coulées de boue survenues en 1982, 2009, 2011 et 2014,.

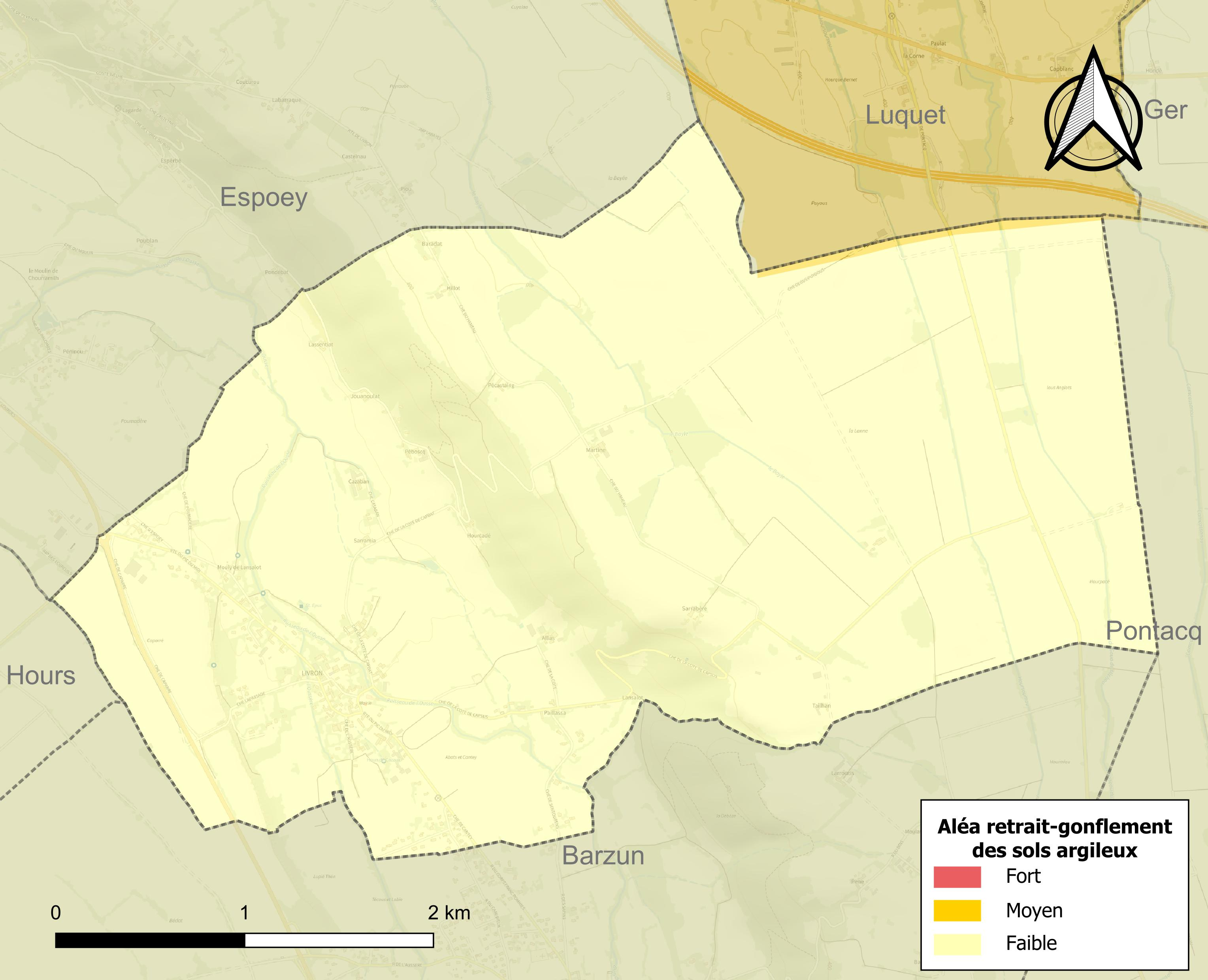
Carte des zones d'aléa retrait-gonflement des sols argileux de Livron.

Le retrait-gonflement des sols argileux est susceptible d'engendrer des dommages importants aux bâtiments en cas d’alternance de périodes de sécheresse et de pluie. 0,5 % de la superficie communale est en aléa moyen ou fort (59 % au niveau départemental et 48,5 % au niveau national). Depuis le 1er octobre 2020, en application de la loi ELAN, différentes contraintes s'imposent aux vendeurs, maîtres d'ouvrages ou constructeurs de biens situés dans une zone classée en aléa moyen ou fort,.

## Toponymie
Le toponyme Livron apparaît sous les formes Livro (XIIe siècle, Pierre de Marca) et Livroo (1402, censier de Béarn).
Son nom béarnais est Liuron ou Liuroû.
Le dictionnaire topographique Béarn-Pays basque de 1863 mentionne le hameau Les Mouras, écart de Barzun et de Livron.

## Histoire
Paul Raymond note qu'en 1385, Livron comptait onze feux et dépendait du bailliage de Pau.
La seigneurie de Livron était vassale de la baronnie de Coarraze, puis elle-même érigée en baronnie, vassale de la vicomté de Béarn.

## Politique et administration
| Période       | Période        | Identité                | Étiquette | Qualité |
| ------------- | -------------- | ----------------------- | --------- | ------- |
| 1971          | 2001           | Vincent Mazou           |           |         |
| 2001          | 2008           | René-Paul Damour        |           |         |
| 2008          | 2014           | Jean-Pierre Fourcade    |           |         |
| 2014          | septembre 2017 | Fabien Minvielle        |           |         |
| novembre 2017 | En cours       | Philippe Soubielle-Clos |           |         |

### Intercommunalité
Livron fait partie de cinq structures intercommunales :
- la communauté de communes du Nord-Est Béarn ;
- le syndicat d'aménagement hydraulique du bassin de l'Ourse ;
- le syndicat d’énergie des Pyrénées-Atlantiques ;
- le syndicat intercommunal à vocation unique du RPI de l’Oussère et du Lourrou ;
- le syndicat mixte d’eau et d’assainissement de la vallée de l’Ousse.

## Population et société

### Démographie
L'évolution du nombre d'habitants est connue à travers les recensements de la population effectués dans la commune depuis 1793. Pour les communes de moins de 10 000 habitants, une enquête de recensement portant sur toute la population est réalisée tous les cinq ans, les populations de référence des années intermédiaires étant quant à elles estimées par interpolation ou extrapolation. Pour la commune, le premier recensement exhaustif entrant dans le cadre du nouveau dispositif a été réalisé en 2004.

En 2022, la commune comptait 364 habitants, en évolution de −12,08 % par rapport à 2016 (Pyrénées-Atlantiques : +3,78 %, France hors Mayotte : +2,11 %).
| 1793 | 1800 | 1806 | 1821 | 1831 | 1836 | 1841 | 1846 | 1851 |
| ---- | ---- | ---- | ---- | ---- | ---- | ---- | ---- | ---- |
| 324  | 310  | 352  | 412  | 400  | 410  | 402  | 385  | 398  |

| 1856 | 1861 | 1866 | 1872 | 1876 | 1881 | 1886 | 1891 | 1896 |
| ---- | ---- | ---- | ---- | ---- | ---- | ---- | ---- | ---- |
| 400  | 410  | 406  | 385  | 375  | 369  | 367  | 371  | 372  |

| 1901 | 1906 | 1911 | 1921 | 1926 | 1931 | 1936 | 1946 | 1954 |
| ---- | ---- | ---- | ---- | ---- | ---- | ---- | ---- | ---- |
| 405  | 390  | 378  | 314  | 301  | 258  | 256  | 229  | 247  |

| 1962 | 1968 | 1975 | 1982 | 1990 | 1999 | 2004 | 2006 | 2009 |
| ---- | ---- | ---- | ---- | ---- | ---- | ---- | ---- | ---- |
| 231  | 232  | 243  | 241  | 266  | 298  | 364  | 382  | 419  |

| 2014 | 2019 | 2022 | - | - | - | - | - | - |
| ---- | ---- | ---- | - | - | - | - | - | - |
| 423  | 381  | 364  | - | - | - | - | - | - |

## Économie
La commune fait partiellement partie de la zone d'appellation de l'ossau-iraty.

## Culture locale et patrimoine

### Patrimoine religieux
L'église Saint-Martin fut construite en 1860.